# جاي كريستوف
جاي كريستوف (بالإنجليزية: Jay Kristoff)‏ هو كاتب خيال علمي أسترالي، ولد في 11 نوفمبر 1973 في برث في أستراليا.

## وصلات خارجية
- جاي كريستوف على موقع IMDb (الإنجليزية)
- جاي كريستوف على موقع ميوزك برينز (الإنجليزية)